# 藍郁
藍郁（1460年—？），字國馨，直隸淮安府鹽城縣民籍，廣東茂名縣人，明朝政治人物。

## 生平
弘治二年（1489年）己酉科應天府鄉試第一百三十名舉人。弘治十五年（1502年）中式壬戌科會試第六十二名，三甲第八十五名進士。先任祁阳县知县，調嘉善县知县，行取大理寺評事，崇祀乡贤。

## 家族
曾祖藍文袍；祖父藍盛；父藍春，主簿。母蘇氏。永感下。弟藍都。